# 사조산업
사조산업(思潮産業)은 1970년 시전사로 설립된 대한민국의 수산어업 대규모집단 회사이다. 고성에 공장이 있다. 사조산업은 현재 TV광고, 라디오광고를 운영하고 있다. 또한 산업은 '사조참치'를 개발하고 1988년부터 '사조로하이참치' 첫 선을 선보이고 있으며 현재 사업의 수산식품이 되기 위해 갖추자 하는 수산식품의 세계최다 참치선단 보유와 수산식품을 갖추려 노력하고 있다, 사조산업은 대한민국 내 최다 바다 어육 브랜드를 만들기 위해 최선을 다하고 있다.

## 브랜드
- 사조참치
- 사조로하이팝콘
- 사조김
- 해표김
- 대림선어묵
- 오양맛살